# بنی گودمن
بنجامین دیوید "بنی" گودمن (به انگلیسی: Benjamin David "Benny" Goodman) (زاده ۳۰ مه ۱۹۰۹ – درگذشته ۱۳ ژوئن ۱۹۸۶) نوازنده کلارینت و رهبر ارکستر جاز بود. او را با نام‌هایی مانند «استاد» و «پادشاه سوئینگ» و «پدرسالار کلارینت» و «دولتمرد ارشد سوئینگ» یاد می‌کردند که همه نشانی از مهارت و استادی او در نواختن کلارینت و تنظیم و اجرای نوع سوینگ موسیقی جاز است.
بنی گودمن علاوه بر جاز، نوازنده برجسته‌ای در زمینه موسیقی کلاسیک بود.

## دوران کودکی و جوانی
بنی گودمن فرزند خانواده‌ای فقیر و یهودی و مجارتبار و ساکن شیکاگو، ایلینوی بود. از کودکی به نواختن کلارینت پرداخت و در نوجوانی در ارکسترهای جاز می‌نواخت و پول می‌گرفت.

## شهرت
در دهه ۱۹۲۰ و ۱۹۳۰ پس از رفتن به نیویورک نوازنده موفقی بود. با ارکستر خود سفرهایی به نقاط مختلف آمریکا کرد و در سال ۱۹۳۵ در لس‌آنجلس برنامه‌های موفقی را در سالن رقص پالومار اجرا کرد که باعث شهرت او و ارکسترش شد.

## کنسرت در کارنگی هال
در ۱۹۳۸ کنسرتی در تالار کارنگی برگزار کرد که یکی از مهم‌ترین اجراهای جاز در تاریخ این موسیقی شمارده می‌شود. اجرای ارکستر بنی گودمن در همان شب از آهنگ «سینگ، سینگ، سینگ» با اجراهای تنهای هری جیمز (ترومپت) و جین کروپا (درامز) و جس استیسی (پیانو) و البته خود گودمن (کلارینت)، یکی از بهترین اجراهای سبک سوئینگ است.

## فیلم داستان زندگی
فیلم “سرگذشت بنی گودمن” در سال ۱۹۵۵ ساخته شده است. 